# Viktoras Petravičius
Viktoras Petravičius (* 12. Mai 1906 in Bedaliai (Rajongemeinde Šakiai, Litauen); † 10. Mai 1989 in New Buffalo) war ein litauischer Holzschneider, Figurenmaler und Illustrator. Er gilt als die Zentralfigur der litauischen Grafik des 20. Jahrhunderts. Er war stark durch die altlitauische Kunst geprägt. Seine Werke strahlen den Charakter von Naivität und Ursprünglichkeit einer bewusst weiterentwickelten Volkskunst aus. Petravičius emigrierte über Österreich und Deutschland 1949 mit seiner Familie in die Vereinigten Staaten.

## Leben
Viktoras Petravičius studierte von 1926 bis 1935 an der Kunsthochschule in Kaunas bei Adomas Galdikas. Aufgrund seines von Beginn an primitiven, unorthodoxen und nonkonformistischen Stils wollten einige Lehrkräfte Petravičius von der Kunsthochschule verweisen. Adomas Galdikas stellte sich jedoch entschieden hinter seinen Schüler mit dem Hinweis, dass dieser Ehre für Litauen bringen werde. Von 1931 bis 1933 besuchte er zusätzlich die private Schule für Dekoration und grafische Kunst von Mstislav Dobužinskis in Kaunas. Von 1935 bis 1938 studierte er dann auf Basis eines Stipendiums des litauischen Staates an der Ecole Nationals des Arts et Metier und an der Ecole Nationals Superieur des Beaux Arts, beide in Paris. 1938 kehrte er nach Litauen zurück und wirkte 1940 und 1941 als Kunstlehrer an der Kunstgewerbeschule in Kaunas und von 1941 bis 1943 an der Kunstakademie in Vilnius. 1944 floh Petravičius mit seiner Familie bei der zweiten russischen Besetzung Litauens zunächst nach Wien. 1945 ließ er sich in München nieder. 1946 gründete er hier ein privates Atelier und eröffnete mit Unterstützung der UNRRA (United Nations Relief and Rehabilitation Administration) die Münchner Kunsthochschule in der US-amerikanischen Besatzungszone, deren Direktor er  wurde. Darüber hinaus entwickelte er enge Beziehungen zu der von Vytautas Jonynas  in der französischen Besatzungszone gegründeten Freiburger Kunsthochschule, an der viele seiner Freunde lehrten. 1946 erschien in Augsburg eine Monographie mit 40 Holzschnitten von den vier Künstlern Telesforas Valius, Paulius Augius, Vaclovas Ratas und Viktoras Petravičius. Im folgenden Jahr schuf er eine Reihe von Exlibris zum Gedenken an den 400. Jahrestag des litauischen Buchdrucks. 1949 ließ Viktoras Petravičius sich mit seiner Familie in Chicago nieder. Von 1949 bis 1972 wirkte er als Kunstpädagoge. Von 1951 bis 1954 arbeitete er als Designer in den Buntglasateliers De Prato, Hatchert, Drihobelo and Serbicky in Chicago. Hier schuf er Glasfenster für Kirchen in der gesamten USA. 1962 eröffnete er in Chicago ein privates Kunstatelier. Von 1962 bis 1964 wirkte er als Direktor der litauischen Kunstgalerie Čiurlionio in Chicago. Da er das Landleben liebte, zogen er und seine Frau Aldona 1979 ins ländlich geprägte Union Pier in Michigan, wo er die Freiheit der Natur genoss. Hier starb seine Frau 1985 an einem Emphysem. Petravičius starb 1989 vier Jahre später und wurde neben seiner Frau auf dem Pine Grove Cemetery in Union Pier beigesetzt. Auf seinem Grabstein ist eine von Petravičius selbst gefertigte Illustration der „Mutter der sieben Schmerzen“ angebracht.
Viktoras Petravičius stellte beispielsweise 1937 in Paris, 1946 in Göttingen, 1949 in Amsterdam und in Rom aus. 1951 erhielt er auf der 55. Jahresausstellung des Art Institute of Chicago den Preis für Holzschnittkunst. Es folgten zahlreiche Ausstellungen in den USA und Kanada unter anderem in der Wilistead Gallery, Windsor, Kanada (1956), im Riverside Museum, New York (1958) in der Gallery International in Cleveland, Ohio (1966). Er stellte auch nach seiner Emigration in Gemeinschaftsausstellungen in Europa (1969, 1983, 1986 in Freiburg, München, Brüssel, Amsterdam, Paris, Rom, Ravenna) aus.

## Werk
Seit Petravičius ab Ende der 1920er als Künstler wirkte, trieben ihn zwei Obsessionen: Die Natur und die Liebe zwischen Mann und Frau. So ist es kein Zufall, dass sowohl Werke aus seiner Frühzeit wie die Illustrationen der Märchen „Die Braut aus der Scheune“ („Marti aus Jaucha“) und „Der Schwanenkönig“ wie auch seine späten monumentalen Grafiken starke erotische Momente aufweisen. In seiner Frühzeit waren diese erotischen Momente tief in die Natur eingebettet. Solche Buchillustrationen gingen weit über eine direkte literarische Konnotation hinaus. Hier verlor Petravičius regelrecht den Kontakt zum eigentlichen Märchentext und schuf, in den literarischen Text eingebettet, vollkommen eigenständige Kunstwerke. Seine frühen Drucke erinnern oft an afrikanische Holzschnitzereien. Petravičius charakterisierte vor allen Dingen in seiner Münchener Zeit Mann und Frau expressionistisch mit Bäumen, Tieren, Himmel und Erde. Diese Werke sind einerseits durch seine lyrischen Erinnerungen andererseits durch seine Exilexistenz geprägt. Das im Nachkriegsdeutschland gedruckte Album Petravičius' betont die nackte Unschuld der Figuren und eliminiert dabei von diesen nahezu jedes dekorative Element. Petravičius zeichnete im besten expressionistischem Stil die Tragödie des Krieges und seiner Folgen einschließlich der nackten Realität von Hunger, Trauer und Verwüstung. In höchster Einfachheit thematisierte er die menschliche Angst und Verlassenheit dieser Zeit. In den 1970 schuf er kolorierte Schnitzereien zu folkloristischen, mythologischen, historischen und biblischen Motiven. Seine Grafikarbeiten aus den 1980er Jahren sind von phantastischen Natur- und Architekturvisionen mit Motiven aus der litauischen Natur und Kultur geprägt. Sie thematisieren die Unendlichkeit von Raum und Zeit, den Gegensatz von Erde und Himmel, Sonne und Mond sowie von Frau und Mann.
Zwei Jahre nach Petravičius Tod veröffentlichte der litauische Fotograf Algimantas Kezys unter dem Titel „The Art of Viktoras Petravičius“ einen Bildband mit Texten in englischer und litauischer Sprache (Galerija und Lithuanian Library Press, Chicago, 1991, ISBN 978-0-9617756-3-6). Der Band dokumentiert in zahlreichen Schwarz-Weiß-Fotografien das Werk von Viktoras Petravičius in Privathäusern und Museen der USA, Kanadas und Litauens.
Kezys qualifiziert abschließend das Werk Petravičius folgendermaßen: „Viktoras Petravičius war ein Künstler, der tief in seinem eigenen Erbe verwurzelt war und unzählige Bilder im Bann einer rustikalen Mystik hervorbrachte, die in den kleinen Städten und Dörfern seiner Heimat zu finden war. Die Märchen der Alten, ihre Schreine und Bräuche waren seine Hauptinspirationsquelle.“ Stasys Goštautas von der Boston University schrieb über die gleiche Kunst: „Nie seit der entzückenden grafischen Kunst der primitiven und anonymen Künstler des 18. Jahrhunderts trat eine so reine und aufrichtige Interpretation des [litauischen] Nationalgeistes ans Licht wie in den frühen Zeichnungen von Viktoras Petravičius.“